# Panzer VI Tiger I
Il Panzer VI Tiger I (abbreviazione di Panzerkampfwagen VI Tiger I o Tiger A, numero di identificazione dell'esercito Sd.Kfz. 181) è stato un carro armato pesante prodotto in Germania durante la seconda guerra mondiale. Sviluppato nel 1942 in risposta ai mezzi corazzati messi in campo dall'Unione Sovietica, fu il primo carro armato della Wehrmacht a montare un cannone da 88 mm e venne impiegato, solitamente in battaglioni corazzati indipendenti, in tutti i fronti di guerra.
Il numero romano "I" venne introdotto quando iniziò ad essere prodotto il Tiger II (soprannominato Königstiger, il termine tedesco per Tigre del Bengala, letteralmente in italiano tigre reale).

## Storia del progetto

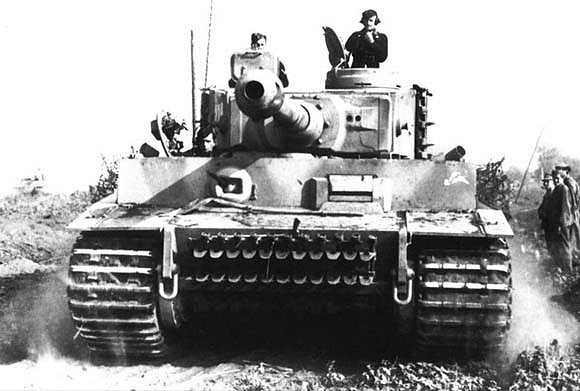
Panzer VI Tiger I

Tra il 1937 ed il 1938 i vertici militari dell'esercito tedesco cominciarono a ricercare un nuovo carro armato che potesse rimpiazzare il Panzer IV. Vennero stesi alcuni progetti ma nessuno entrò in produzione e la situazione rimase sostanzialmente ferma fino al 1941. Nei primi mesi del 1941 venne commissionato alla Henschel & Sohn un prototipo di un carro da 36 tonnellate, in grado di raggiungere i 40 km/h e con corazza ed armamento pesante. Il progetto, denominato VK 3601, sfociò nell'effettiva costruzione di un prototipo ma ulteriori sviluppi vennero bloccati nel mese di maggio, quando venne ordinato un nuovo prototipo da 45 t e armato con la versione anticarro del cannone antiaereo 8,8 cm FlaK.
Fu richiesto alla Henschel di completare il prototipo per il successivo compleanno del Führer (20 aprile 1942) perciò l'azienda cominciò a lavorare su un precedente progetto (VK 3001(H)), inizialmente studiato per il Panzer V Panther. Mentre Henschel portava avanti il suo VK 4501(H), anche Porsche iniziò a lavorare alla richiesta dell'esercito con il progetto VK 4501 (P) (Panzer VI Tiger (P)). Entrambi i prototipi furono pronti per la data designata ma alla fine, nell'agosto 1942, solo l'idea della Henschel venne approvata per la produzione di massa sotto il nome ufficiale di Panzerkampfwagen VI Ausf. E (numero di identificazione Sd.Kfz. 181).

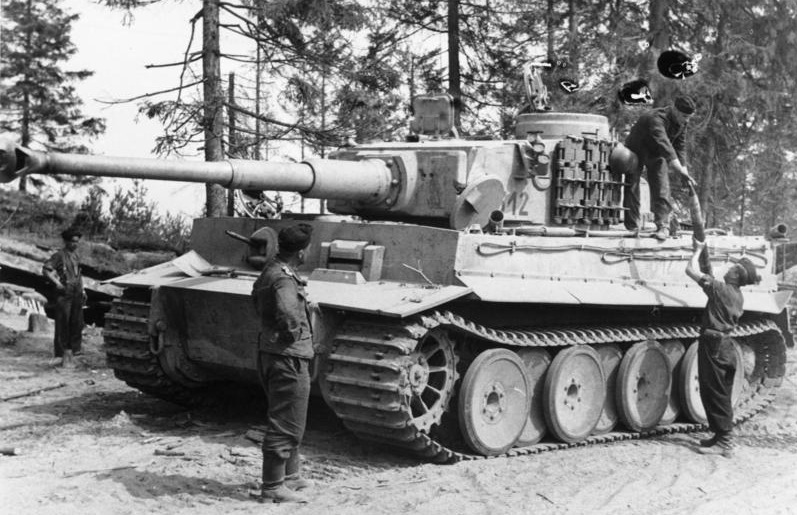
Tiger I dello Schwere Panzerabteilung 502 vicino al lago Ladoga nel 1943.

## Caratteristiche
L'armamento principale era costituito dal cannone anticarro 8,8 cm KwK 36 L/56 da 88 mm (lungo 56 calibri) che, installato in torretta e protetto da una pesante scudatura d'acciaio spessa 110 mm, era in grado di perforare qualunque carro statunitense o britannico a più di 2.500 m di distanza, mentre con i carri pesanti sovietici del tipo JS-2 e con l'americano M26 Pershing la distanza d'ingaggio si riduceva a 1000 m. Nella torretta era installata anche una mitragliatrice MG 34 da 7,92 mm coassiale al cannone che veniva azionata dal puntatore mediante un pedale; un'altra arma dello stesso tipo era posizionata nella parete anteriore destra dello scafo. Le sospensioni erano a barra di torsione e, per diminuire la pressione sul terreno del carro, furono adottati cingoli larghi 725 mm che potevano essere sostituiti da cingoli più stretti da 520 mm per il trasporto del Tiger su ferrovia o per marce verso il fronte. Il suo potente motore Maybach HL230P45 da 12 cilindri a V 60° a benzina richiedeva una costante manutenzione e soprattutto una gran quantità di carburante (il serbatoio da 540 litri era sufficiente per soli 195 km su strada, molto meno in condizioni di terreno accidentato), che l'esercito tedesco non fu più in grado di fornire nelle ultime fasi del conflitto.

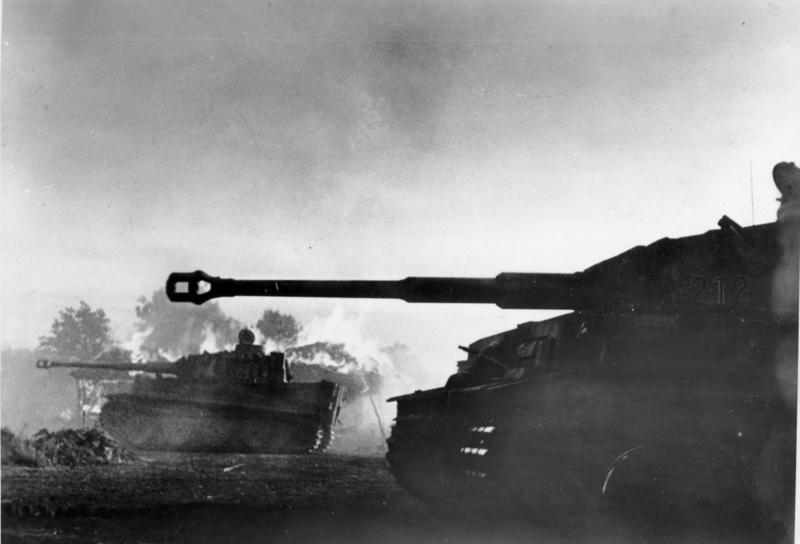
Due carri Tiger I in azione durante la battaglia di Kursk nel 1943.

## Impiego operativo
Al momento del suo ingresso nel conflitto, nell'autunno del '42, il Tiger aveva un cannone estremamente potente e una corazzatura notevole ma era complicato e difficile da produrre, essendo inoltre soggetto a svariati problemi alla trazione, specialmente su terreni accidentati. Con il seguito della guerra la potente corazzatura del Tiger I risultò progressivamente vulnerabile alle nuove e più efficaci armi anticarro avversarie: il cannone D-25 da 122 mm sovietico poteva penetrare il frontale del Tiger I fino a 1.500 m di distanza mentre il 17 libbre britannico poteva riuscirci frontalmente fino a 1.700 metri con i tradizionali proiettili APCBC (Armour Piercing Capped Balistic Cap – perforanti con protezione balistica). A causa di ciò la produzione venne progressivamente ridotta fino a cessare completamente nell'agosto del 1944, dopo che erano entrati in linea circa 1.350 esemplari.

## Varianti
Semoventi d'assalto
- Sturmtiger

Altro
- Befehlspanzer Tiger - carro comando
- Rammtiger - carro ariete

## Esemplari superstiti
Sono attualmente conservati sette esemplari del carro armato. L'esemplare indicato in neretto è meccanicamente funzionante:
- Esemplare 250112, detto Tiger 131 per via del numero di riconoscimento dipinto sulla torretta.[8] - The Tank Museum, Bovington (Gran Bretagna). Questo carro venne catturato dalle truppe Alleate durante la campagna di Tunisia del 1943.
- Esemplare ????[9] - Deutsches Panzermuseum, Münster (Germania)
- Esemplare 251113[10] - Vimoutiers (Francia)
- Esemplare 251114 - Musée des Blindeés, Samur (Francia)
- Esemplare 251227[11] - Museo storico-militare del poligono di tiro di Lenino-Snegiri (Russia)
- Esemplare 250427 - Museo dei mezzi corazzati, Kubinka (Russia)
- Esemplare 250031- National Armor and Cavalry Museum, Fort Benning (Stati Uniti)

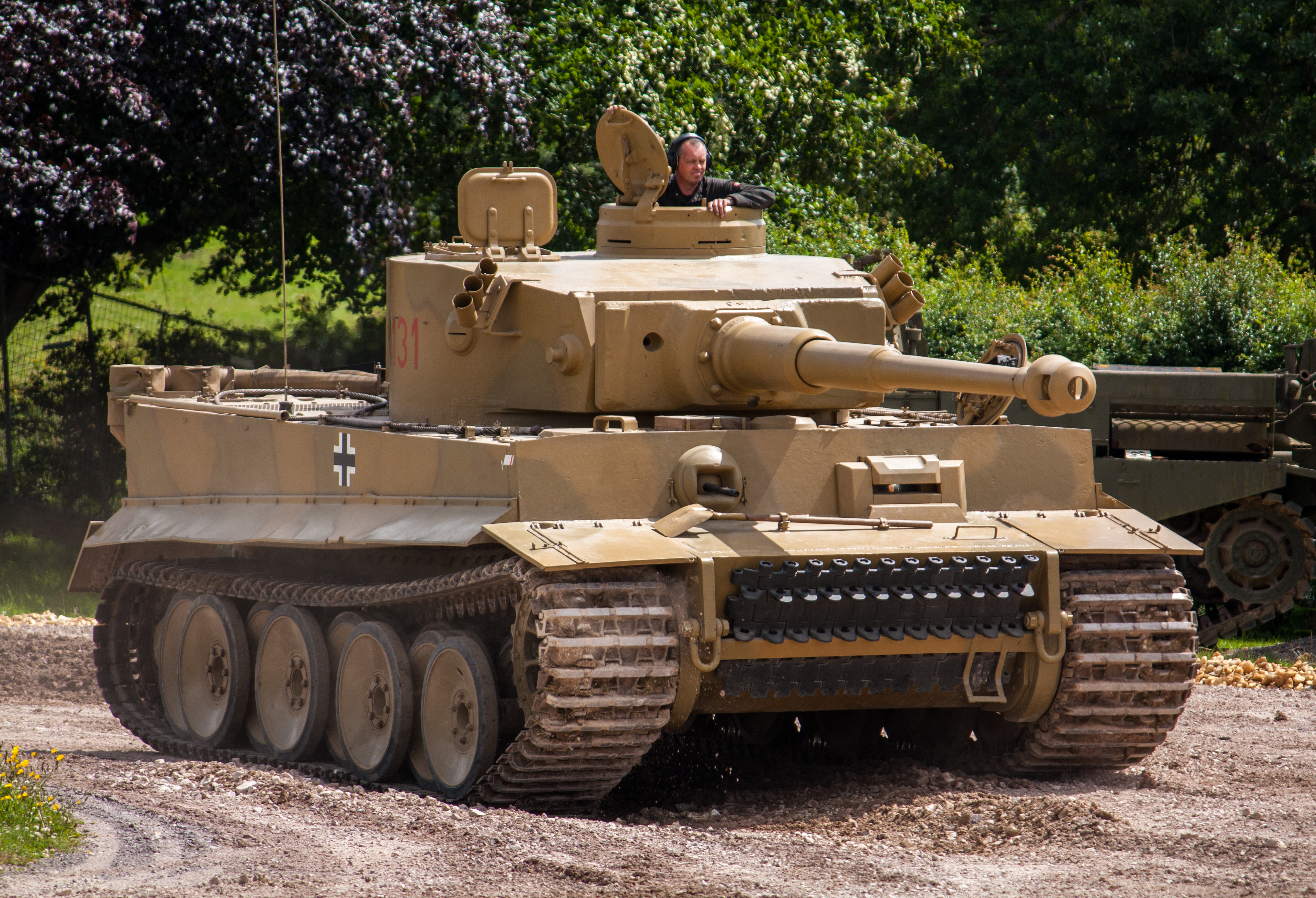
Il Tiger 131 in occasione del Tankfest del 2012